# Chung kết Cúp C1 châu Âu 1974
Trận chung kết Cúp C1 châu Âu năm 1974 là trận chung kết thứ mười chín của Cúp các đội vô địch bóng đá quốc gia châu Âu, ngày nay là UEFA Champions League. Đây là trận đấu giữa FC Bayern München của Đức và Atlético Madrid của Tây Ban Nha trên sân vận động Heysel, Bruxelles, Bỉ. 2 đội hoà nhau trong trận đấu ngày 15 tháng 5 năm 1974 nên phải đấu lại 2 ngày sau đó. Kết quả, Bayern München lần đầu tiên Cúp C1 châu Âu với chiến thắng 4-0.

## Chi tiết trận đấu
| Bayern München     | 1–1 (h.p.) | Atlético Madrid |
| ------------------ | ---------- | --------------- |
| Schwarzenbeck 120' |            | Aragonés 114'   |

| Bayern München | Atlético Madrid |

| BAYERN MÜNCHEN:                              |    |                          |     |
|                                              |    |                          |     |
| TM                                           | 1  | Sepp Maier               |     |
| HV                                           | 2  | Johnny Hansen            |     |
| HV                                           | 3  | Paul Breitner            |     |
| HV                                           | 4  | Hans-Georg Schwarzenbeck |     |
| HV                                           | 5  | Franz Beckenbauer (ĐT)   |     |
| TV                                           | 6  | Franz Roth               |     |
| TV                                           | 7  | Rainer Zobel             |     |
| TV                                           | 8  | Uli Hoeneß               |     |
| TĐ                                           | 9  | Conny Torstensson        | 76' |
| TĐ                                           | 10 | Gerd Müller              |     |
| TV                                           | 11 | Jupp Kapellmann          |     |
| Dự bị                                        |    |                          |     |
| TĐ                                           | 12 | Bernd Dürnberger         | 76' |
| Huấn luyện viên:                             |    |                          |     |
| Udo Lattek Trợ lý trọng tài Trọng tài thứ tư |    |                          |     |

| ATLÉTICO MADRID:    |    |                         |          |     |
|                     |    |                         |          |     |
| TM                  | 1  | Miguel Reina            |          |     |
| HV                  | 2  | Francisco Melo          |          |     |
| HV                  | 3  | José Luis Capón         |          |     |
| HV                  | 4  | Adelardo Rodríguez (ĐT) |          |     |
| HV                  | 5  | Ramón Heredia           |          |     |
| TV                  | 6  | Luis Aragonés           |          |     |
| TV                  | 7  | Eusebio Bejarano        |          |     |
| TV                  | 8  | Javier Irureta          | Thẻ vàng |     |
| TV                  | 9  | José Ufarte             |          | 69' |
| TĐ                  | 10 | José Eulogio Gárate     |          |     |
| TĐ                  | 11 | Ignacio Salcedo         |          | 90' |
| Dự bị               |    |                         |          |     |
| TV                  | 12 | Heraldo Becerra         |          | 69' |
| TĐ                  | 14 | Alberto Fernandez       |          | 90' |
| Huấn luyện viên:    |    |                         |          |     |
| Juan Carlos Lorenzo |    |                         |          |     |

## Đấu lại
| Bayern München                    | 4–0 | Atlético Madrid |
| --------------------------------- | --- | --------------- |
| Hoeneß 28', 82' · Müller 56', 69' |     |                 |

| Bayern München | Atlético Madrid |

| BAYERN MÜNCHEN:                              |    |                          |          |
|                                              |    |                          |          |
| TM                                           | 1  | Sepp Maier               |          |
| HV                                           | 2  | Johnny Hansen            |          |
| HV                                           | 3  | Paul Breitner            |          |
| HV                                           | 4  | Hans-Georg Schwarzenbeck |          |
| HV                                           | 5  | Franz Beckenbauer (ĐT)   |          |
| TV                                           | 6  | Franz Roth               |          |
| TV                                           | 7  | Rainer Zobel             |          |
| TV                                           | 8  | Uli Hoeneß               |          |
| TĐ                                           | 9  | Conny Torstensson        |          |
| TĐ                                           | 10 | Gerd Müller              | Thẻ vàng |
| TV                                           | 11 | Jupp Kapellmann          |          |
| Huấn luyện viên:                             |    |                          |          |
| Udo Lattek Trợ lý trọng tài Trọng tài thứ tư |    |                          |          |

| ATLÉTICO MADRID:    |    |                    |          |     |
|                     |    |                    |          |     |
| TM                  | 1  | Miguel Reina       |          |     |
| HV                  | 2  | Francisco Melo     |          |     |
| HV                  | 3  | José Luis Capón    |          |     |
| HV                  | 4  | Adelardo Rodríguez |          | 61' |
| HV                  | 5  | Ramón Heredia      |          |     |
| TV                  | 6  | Luis Aragonés (ĐT) |          |     |
| TV                  | 7  | Eusebio Bejarano   | Thẻ vàng |     |
| TV                  | 8  | Heraldo Becerra    |          |     |
| TV                  | 9  | Armando Ufarte     |          |     |
| TĐ                  | 10 | Alberto Fernandez  |          | 65' |
| TĐ                  | 11 | Ignacio Salcedo    |          |     |
| Dự bị               |    |                    |          |     |
| TV                  | 12 | Domingo Benegas    | Thẻ vàng | 61' |
| TĐ                  | 14 | Ignacio Salcedo    |          | 65' |
| Huấn luyện viên:    |    |                    |          |     |
| Juan Carlos Lorenzo |    |                    |          |     |